# 민승호
민승호(閔升鎬, 1830년 ~ 1874년 음력 11월 28일)는 조선 시대의 문신으로, 민치록의 양자이며, 명성황후의 양오라버니이다. 여흥부대부인 민씨의 친동생으로 흥선대원군의 처남이자 고종, 흥친왕의 외삼촌이기도 하다. 1874년 11월 흥선대원군이 권좌에서 축출된 직후 민씨 정권의 수장이었으나 의문의 폭사를 당한다. 본관은 여흥으로 자는 복경(復卿), 시호는 충정(忠正)이다.

## 생애
돈령부판사와 공조판서를 지낸 민치구와 부인 전주 이씨의 차남이었다. 외가 쪽으로는 도정궁으로 덕흥대원군의 후손이었다. 누이인 여흥부대부인이 남연군의 넷째 아들 흥선대원군과 혼인하면서 왕실의 근친(近親)이 되었다.
본래 민치구의 둘째 아들이었으나 11촌 아저씨뻘 되는 명성황후의 생부 민치록의 양자로 입양되었다. 이에 여양부원군 민유중의 봉사손 자격으로 철종 12년(1861년 신유해)에 음서로 관직에 올랐다. 1863년 누이의 아들(고종)이 왕으로 즉위하였다. 고종 1년(1864년) 문과에 병과로 급제하여 같은 해 홍문관 교리(종5품)을 제수받았고, 곧 응교(정4품), 전한(종3품), 규장각 직각(정3품), 가례도감 부제조(정3품 당상)로 파격 승진을 거쳤다.
고종 3년(1866년), 양누이동생인 명성황후가 왕비로 책봉되면서 이조참의(정3품 당상)으로 임명되었으며, 1867년 1월 호조참판에 승진되었다. 그 뒤 형조판서, 병조판서 등을 역임하였다. 일본이 국서를 보내 와서 국교를 요청하였을 때 흥선대원군이 국교 수립에 반대하자 그에 맞서 찬성하였고 1874년 11월 흥선대원군이 실각하자 민씨 족당의 수령이 되었다.
1874년 음력 11월 28일 신원미상의 승려가 그에게 선물이라며 진상품을 갖다 바쳤고, 이것을 들고 와 개봉하던 중 상자 안에 들어있던 화약이 터지면서 민승호, 민승호의 아들, 양어머니 감고당 한산이씨 등이 모두 그자리에서 사망했다. 민승호는 죽기전 운현궁을 손가락으로 가리키며 "운현궁......"이라고 말했다. 그 뒤 대를 잇기 위해 민태호(閔台鎬, 민치구의 장남과는 한자가 다른 동명이인)의 아들 민영익을 양자로 들였다.

### 사후
고종은 민승호에게 충정이란 시호를 내렸다. 그에겐 뒤를 이을 아들이 없어서 민비는 가까운 친척을 배척하고 촌수가 좀 먼 민태호의 아들 민영익을 양자로 삼겠다고 했다. 그러자 민태호는 반대하였고 그의 동생 민규호가 형을 협박했다. "천의(왕후의 뜻)를 어찌 감히 어기겠습니까? 양자를 보내어 함께 부귀를 누리는 것도 좋지 않겠습니까?" 그래서 민태호의 아들 민영익은 민승호의 양자로 들어갔고, 뒤이어 민규호는 이조판서 겸 도통사가 되었다. 이후 1892년 봄 운현궁에서 일어난 폭탄 테러가 민승호의 죽음이 흥선대원군과 관련이 있다고 여긴 명성황후의 보복이라는 주장이 있다.

## 가족 관계
- 친증조부 : 민백술(閔百述) - 민진영의 손자
  - 친조부 : 민단현(閔端顯)
    - 친부 : 민치구(閔致久, 1795년~1874년)
    - 친모 : 정경부인 전주 이씨(? ~ 1873년 11월 17일, 통덕랑 이옥의 딸. 경원군 이하전의 고모)
      - 누나 : 여흥부대부인(1818년 - 1898년 1월)
      - 자형 : 흥선대원군(1820년 - 1898년)
      - 형님 : 민태호(閔泰鎬)(민진원의 5대손인 민태호(閔台鎬)와는 동명이인)
      - 동생 : 민겸호(閔謙鎬, 1838년 - 1882년)
- 양증조부 : 민백분(閔百奮)- 민진후의 손자
  - 양조부 : 민기현(閔耆顯)
    - 양부 : 민치록(閔致祿, 1799년~1858년)
    - 양모 : 감고당(感古堂) 한산 이씨(韓山李氏, ?~1874년)
      - 여동생 : 명성황후
      - 부인 : 광산김씨(光山金氏, 경인년 ~ 기미년 4월 23일) - 김재정(金在廷)의 딸
      - 부인 : 연안김씨(延安金氏, 임인년 ~ 정묘년 2월 11일) - 김정수(金鼎秀)의 딸
      - 부인 : 덕수이씨(德水李氏, 신해년 ~ 기미년 7월 1일) - 이민성(李敏星)의 딸
        - 양자 : 민영익(閔泳翊, 1860년~1914년) - 생부 민태호(閔台鎬)

## 같이 보기
- 민승호 일가 암살 사건
- 민겸호
- 민태호
- 명성황후
- 여흥부대부인
- 흥선대원군
- 민치록
- 민치구
- 민영익
- 민영환
- 조성하
- 조영하
- 최익현

## 기타
- 조카 민영환의 시호도 그의 시호와 같은 충정공이다. 그러나 일반적으로 민충정공이라 하면 민영환이 더 많이 지목된다.

## 민승호를 연기한 배우
- 정해창 - 1982년 KBS 1TV 드라마 《풍운》
- 임정하 - 1990년 MBC 드라마 《대원군》
- 남성훈 - 1995년 KBS 1TV 드라마 《찬란한 여명》
- 김효원 - 2001년 KBS 2TV 드라마 《명성황후》